# Șușkivți, Lanivți
Șușkivți (în ucraineană Шушківці) este un sat în comuna Bilozirka din raionul Lanivți, regiunea Ternopil, Ucraina.

## Demografie
Componența lingvistică a localității Șușkivți
     Ucraineană (100%)
Conform recensământului din 2001, toată populația localității Șușkivți era vorbitoare de ucraineană (100%).